# What the Hell Have I
"What the Hell Have I" é uma canção de heavy metal da banda Alice in Chains. Apareceu originalmente na trilha sonora d filme O Último Grande Herói de 1993, estrelado por Arnold Schwarzenegger.
Foi escrita originalmente para o álbum que os alavancou a fama, Dirt, mas foi, entretanto, modificada e guardada para "O Último Grande Herói". Após, foi lançada como single em suporte a turnê da banda no Lollapalooza, em 1993.
A canção é memorável pela batida única de Sean Kinney e pelas adições ao som de guitarra de Jerry Cantrell, assim como o videoclipe, no qual a face de Layne Staley é refletida nele com diferentes expressões.

## Créditos
- Layne Staley – vocal
- Jerry Cantrell – guitarra, vocal
- Mike Inez – baixo
- Sean Kinney – bateria